# Корушка (водени ток)
Корушка је водени ток на Фрушкој гори, на десна притока Дунава, дужине 1,5km, површине слива 19,6km².
Настаје на 110 м.н.в.), спајањем Луке (7,9km) и Медвиша (4,1km) који извиру као повремени водотоци на северним падинама Фрушке горе. На свом кратком току у правцу севера је каналисана и у насељу Корушка се улива у Дунав (насупрот Шашићеве аде на 79 м.н.в.). Амплитуде протицаја крећу се од 4 л/с до 3 m³/с. Саставница Луке протиче кроз насеље Свилош, док централним делом слива пролази пут који спаја насеља Корушка и Свилош са Лежимиром, на јужним падинама Фрушке горе.